# Cerimônia do Marechal de Campo

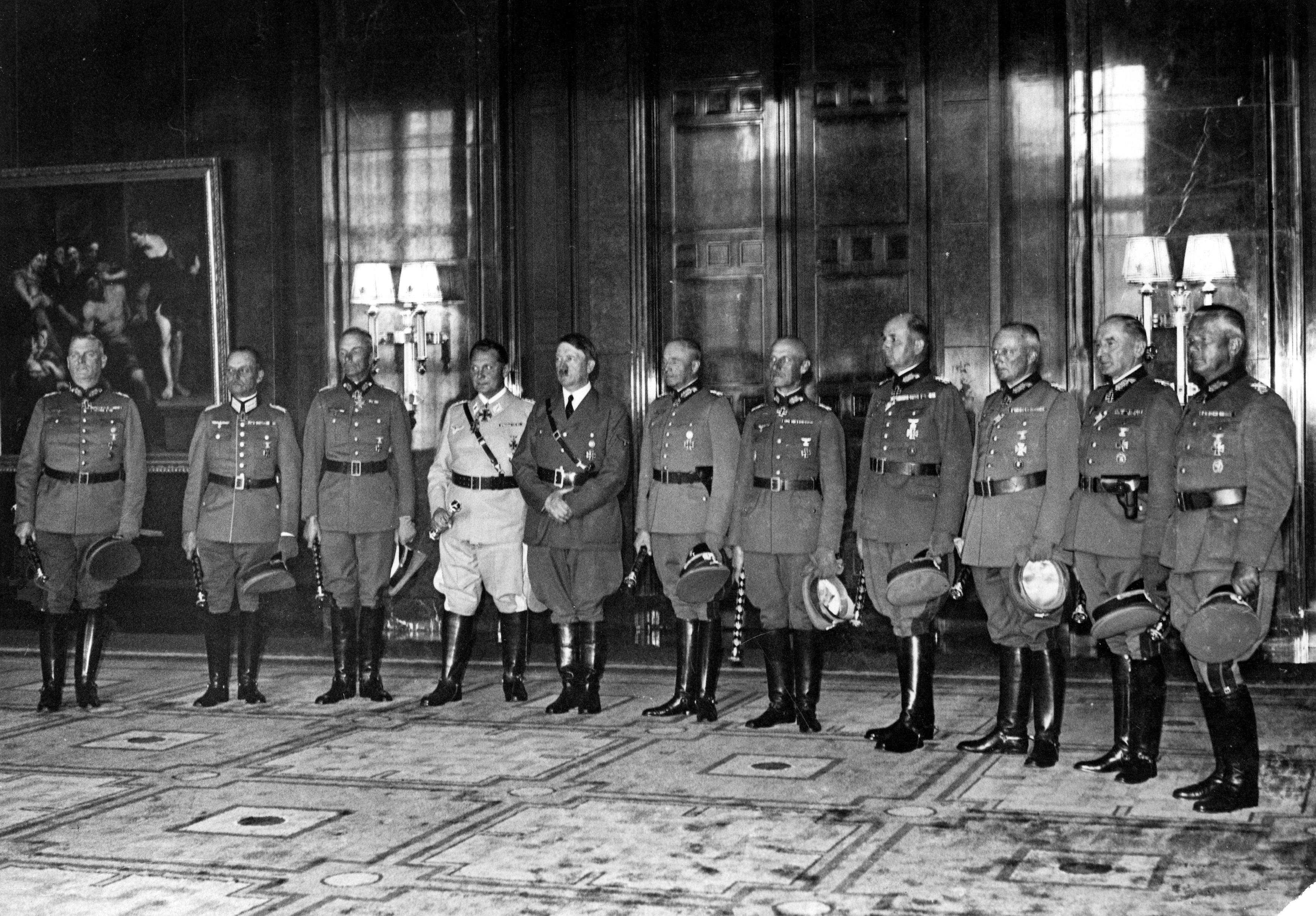
Hitler posando com seus marechais de campo na cerimônia. Göring veste o uniforme branco.

A Cerimônia do Marechal de Campo de 1940 refere-se a uma cerimônia de promoção realizada na Kroll Opera House em Berlim, na qual Adolf Hitler promoveu doze generais ao posto de Generalfeldmarschall ("marechal de campo") em 19 de julho de 1940. Foi a primeira ocasião na Segunda Guerra Mundial que Hitler nomeou marechais de campo devido a conquistas militares.
O prestigioso posto de marechal de campo foi banido após a Primeira Guerra Mundial. Como parte do rearmamento alemão, o posto foi revivido. Hitler promoveu doze generais selecionados a marechais de campo durante a cerimônia em Berlim por seu papel na rápida vitória na Batalha da França e para elevar o moral. A cerimônia destacou o poder e o prestígio da Wehrmacht; A França era considerada como tendo o exército mais forte da Europa, mas havia sido derrotada de forma humilhante em apenas seis semanas. A cerimônia foi a primeira vez que Hitler nomeou marechais de campo devido a conquistas militares e foi celebrada como nenhuma outra cerimônia de promoção da guerra.
Na mesma cerimônia, Göring, já Generalfeldmarschall desde 1938, foi promovido ao posto, recém-criado especialmente para ele, de Reichsmarschall.

## Promovidos
Fonte:
- Coronel General Walther von Brauchitsch, Comandante-chefe do Exército
- Coronel General Fedor von Bock, Comandante do Grupo de Exércitos B
- General dos Aviadores Albert Kesselring, Comandante da Frota Aérea 2
- Coronel General Wilhelm Keitel, Chefe do Estado-Maior do Alto Comando das Forças Armadas de Hitler e de facto Ministro da Guerra
- Coronel General Günther von Kluge, Comandante do 4º Exército
- Coronel General Wilhelm von Leeb, Comandante do Grupo de Exércitos C
- Coronel General Wilhelm List, Comandante do 12º Exército
- Coronel General Erhard Milch, Subsecretário-Chefe de Estado do Ministério da Aviação do Reich (de fato, Alto Comando da Força Aérea)
- Marechal de Campo Hermann Göring, Comandante-em-Chefe da Força Aérea
- Coronel General Walther von Reichenau, Comandante do 6º Exército
- Coronel General Gerd von Rundstedt, Comandante do Grupo de Exércitos A
- General dos Aviadores Hugo Sperrle, Comandante da Frota Aérea 3
- Coronel General Erwin von Witzleben, Comandante do 1º Exército